# تلم خلفي وحشي للبصلة
تتوازى الأعصاب الإضافيّ والمُبهَم والبُلعوميّ اللّسانيّ مع الجَذر الظَّهْرانِيّ للعَصَبِ النُّخاعِيّ، وترتبط بقاعدة تَلِم يدعى التَّلَمُ الوَحْشِيُّ الخَلْفِيُّ للبَصَلَة أو التَّلَمُ الظَّهْرانِيُّ الوَحْشِيُّ لِلبَصَلَة (بالإنجليزية: Posterolateral sulcus of medulla oblongata)‏.

## صور إضافية

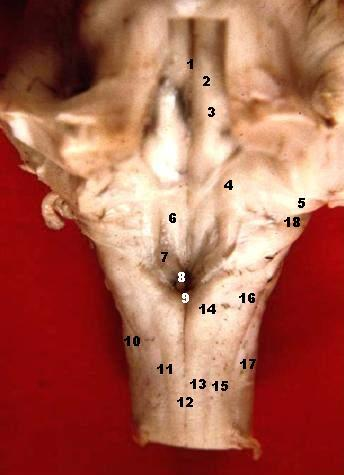
وصف منظر خلفي لذَنَب جذع الدماغ البشريّ.